# Odontobunus lelupi
Odontobunus lelupi is een hooiwagen uit de familie echte hooiwagens (Phalangiidae).